# Судаков, Юрий Дмитриевич
Юрий Дмитриевич Судаков (р. 15 марта 1935) — Военный лётчик 1-го класса, военачальник, командующий 4-й отдельной армией ПВО, генерал-майор авиации.

## Биография
Юрий Судаков родился 15 марта 1935 года в селе Казаковка Кузнецкого района Пензенской области. В 1953 году окончил 10 классов мужской средней школы № 4 и лётное отделение Учебного центра ДОСААФ в городе Кузнецк Пензенской области. В 1956 году окончил Армавирское военное авиационное училище лётчиков. Проходил службу на летных должностях истребительной авиации от летчика до заместителя командира эскадрильи. В 1965 году подполковник Судаков окончил Военно-воздушную академию им. Ю. А. Гагарина.
После академии продолжил службу в должностях начальника огневой и тактической подготовки, заместителя командира эскадрильи, заместителя командира полка по политической части (начальник политотдела). В 1970 году назначен на должность командира истребительного полка на Камчатке. В 1973 — заместитель командира и командир 8-го корпуса ПВО. В 1975 году присвоено воинское звание генерал-майор авиации. В 1976 году назначен первым заместителем командующего отдельной армии ПВО.
В 1979 году принят слушателем основного факультета Военной академии Генерального штаба, по окончании которой в 1981 году назначен Командующим 4-й отдельной армией ПВО — заместителем командующего войсками Уральского военного округа по войскам противовоздушной обороны. Военный лётчик 1-го класса. Освоил 10 типов самолетов.
В 1982 году уволен с действительной военной службы в запас по состоянию здоровья. Возглавил совет ветеранов армии ПВО, с октября 2005 г. — председатель совета Свердловской областной общественной организации ветеранов войны, труда, боевых действий, государственной службы, пенсионеров. С 18 января 2006 г. — советник Губернатора Свердловской области по делам ветеранов на общественных началах. С 2015 года — Член Общественной палаты Свердловской области.
Женат, двое детей, три внучки, правнук и 3 правнучки.

## Награды и почетные звания
Награждён: орденами Красной Звезды и «За службу Родине в Вооруженных Силах СССР» III степени; рядом медалей; знаком отличия «За заслуги перед Свердловской областью» II степени (2010); лауреат премии Правительства Российской Федерации за значительный вклад в развитие Военно-воздушных сил (17 декабря 2012 года); Почетный гражданин Свердловской области.